# Giorgio Napolitano
Giorgio Napolitano (Nápoles, 29 de junio de 1925-Roma, 22 de septiembre de 2023) fue un político italiano, presidente de la República Italiana entre 2006 y 2015, y también el primero en ser reelegido para el cargo.
Ha sido el presidente que ha desempeñado el puesto con mayor edad, pues estaba a punto de cumplir 90 años cuando lo dejó, y el más longevo de los presidentes italianos, pues llegó a vivir 98 años. Debido a su dilatada carrera en la primera línea de la política italiana, fue a menudo apodado por sus críticos como Re Giorgio, «Rey Giorgio».
Durante décadas fue miembro del Partido Comunista Italiano (PCI), y más tarde se uniría al Partido Democrático de la Izquierda, el sucesor moderado post-comunista del PCI. Elegido por primera vez como diputado en 1953, Fue ministro del Interior entre 1996 y 1998 durante el primer gobierno de Romano Prodi. En mayo de 2006, fue elegido por el Parlamento como presidente de Italia, convirtiéndose en el primer y único (ex) militante comunista en acceder al cargo. Reelegido nuevamente para el cargo en 2013, finalmente dimitió de la presidencia en enero de 2015, sin haber transcurrido apenas la mitad de su segundo mandato.

## Biografía

### Juventud y formación
En el año 1942, se matriculó en la Universidad de Nápoles Federico II, donde se convirtió en un firme opositor al fascismo. Durante su juventud, fue un entusiasta del teatro.
La existencia de la República Social Italiana, un estado títere de los nazis, llevó a Napolitano y su círculo de amigos, a participar de diversas acciones de la Resistencia italiana. Al finalizar la Segunda Guerra Mundial, Napolitano se unió al Partido Comunista Italiano. 

### Carrera política
Licenciado en Derecho en 1947, fue elegido diputado por primera vez en 1953 por la circunscripción de Nápoles, por la cual fue reelegido por sucesivos mandatos. Desde esta fecha se convirtió en un asiduo de la vida parlamentaria, hasta convertirse en Presidente de la Cámara de Diputados en 1992, cargo que ejerció hasta 1994. Como miembro del Partido Comunista Italiano fue un destacado miembro de la corriente meliorista del partido, identificada como el «ala derecha» del PCI por sus posiciones más moderadas respecto al resto del partido. Fue elegido miembro del Comité Nacional del PCI en el año 1956, y presidiría el Grupo parlamentario comunista entre 1981 y 1986. En 1991, ante la escisión del PCI, optó por integrarse en el mayoritario Partido Democrático de la Izquierda (PDS). De 1989 a 1992 fue diputado del Parlamento Europeo, del cual salió para presidir la Cámara de los Diputados italiana, sustituyendo a Oscar Luigi Scalfaro, que había sido elegido Presidente de la República. 
En 1996, Napolitano fue ministro del Interior durante el gobierno del primer ministro Romano Prodi, que estuvo al frente de la coalición de centro-izquierda El Olivo. Después de la caída del primer ejecutivo dirigido por Prodi, fue nuevamente europarlamentario entre 1999 y 2004 por los Demócratas de Izquierda (DS).
El 23 de septiembre de 2005 fue nombrado, juntamente a Sergio Pininfarina, senador vitalicio por el entonces presidente italiano Carlo Azeglio Ciampi. El 10 de mayo de 2006, fue elegido Presidente de la República Italiana en el cuarto escrutinio, con 545 votos de los 1010 posibles, y se convirtió en el primer presidente ex comunista de Italia: su candidatura fue apoyada principalmente por los parlamentarios de la coalición La Unión (vencedora de las elecciones legislativas que tuvieron lugar en el mes de abril del año 2006). Como de costumbre, aunque no es obligatorio, renunció a su afiliación de su partido (Demócratas de Izquierda) antes de jurar el cargo para garantizar su imparcialidad.

### Presidencia de la República (2006-2015)

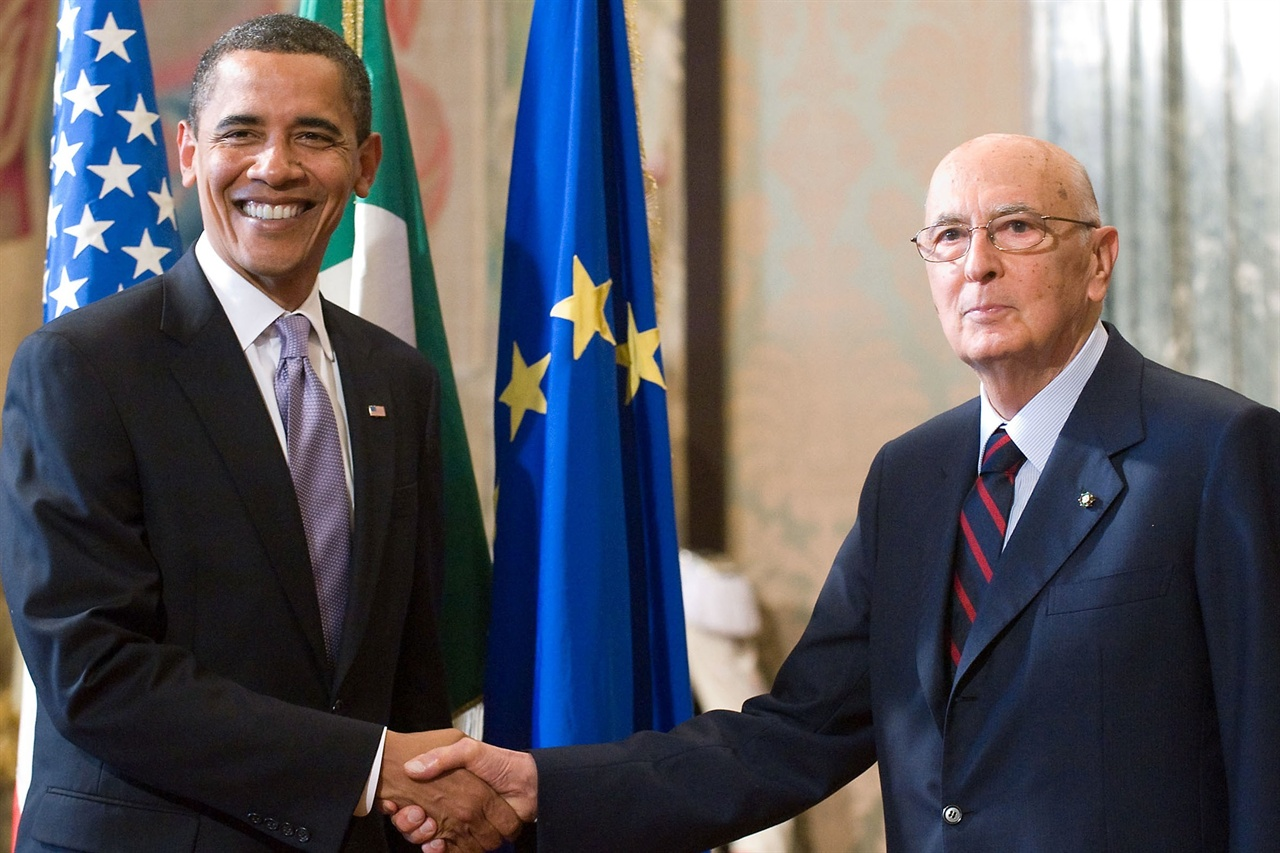
Napolitano con el presidente de los Estados Unidos Barack Obama, 2009.

Napolitano asumió la jefatura del Estado de Italia el 15 de mayo de 2006 con 80 años, como XI Presidente, sucediendo en el cargo a Carlo Azeglio Ciampi. Durante su primer mandato, supervisó el gobierno de centro izquierda liderado por Prodi y el gobierno de centro derecha liderado por Silvio Berlusconi. En noviembre de 2011, cuando Berlusconi dimitió como primer ministro en medio de fuertes problemas económicos y financieros, Napolitano invitó al ex comisario italiano de la Unión Europea, Mario Monti, a formar un «gabinete de profesionales no elegidos», un gobierno tecnócrata.
El 20 de abril de 2013, cuando expiró su período presidencial, aceptó a regañadientes el presentarse de nuevo, siendo elegido de nuevo como presidente al no haber acuerdo entre los principales partidos acerca de quién debía ser su sucesor. Napolitano se convirtió así en el primer Presidente de la República en ser reelegido en dicho cargo, para lo cual esta vez sí obtuvo un amplio apoyo de los partidos mayoritarios. Esto lo convirtió también en uno de los jefes de Estado de edad más avanzada del mundo. Su segundo mandato en la presidencia no estuvo exenta de inestabilidad política, especialmente tras el fracaso de la propuesta de un gobierno "gran coalición" presentada por el primer ministro Enrico Letta, que dimitió en febrero de 2014. Napolitano encargó entonces al socialdemócrata Matteo Renzi, sucesor de Letta, formar un nuevo gobierno.
El 31 de diciembre de 2014 durante el tradicional discurso de Fin de Año anunció su inminente dimisión como Presidente de la República por motivos de edad y salud. Dicha dimisión se hizo efectiva el 14 de enero de 2015, a las 10:35 horas, mediante la firma de su acta de renuncia a Presidente de la República a los 89 años de edad. Napolitano logró gobernar 8 años y 8 meses menos un día, que es récord en la historia de la República Italiana, y de haber completado su segundo mandato, habría gobernado hasta el 15 de mayo de 2020, a los 94 años.

### Fallecimiento
Giorgio Napolitano falleció el 22 de septiembre de 2023 a los 98 años en el hospital Spallanzani de Roma, donde llevaba ingresado varios días por complicaciones de salud, informaron medios de comunicación locales.